# Sankt Thomas
 Der er for få eller ingen kildehenvisninger i denne artikel, hvilket er et problem. Du kan hjælpe ved at angive troværdige kilder til de påstande, som fremføres i artiklen.

 For alternative betydninger, se Sankt Thomas (flertydig). (Se også artikler, som begynder med Sankt Thomas)
Sankt Thomas (engelsk: Saint Thomas) er en ø i Det caribiske hav, der er en del af de Amerikanske Jomfruøer. Hovedbyen på Sankt Thomas er Charlotte Amalie, som også er hovedstaden i de Amerikanske Jomfruøer.
Sankt Thomas var indtil 1917 en del af Dansk Vestindien og var den første af de tre ø-kolonier i Caribien, Danmark erhvervede sig (fra 1672). De to øvrige øer var Sankt Croix og Sankt Jan (Saint John).
I 1666 blev Dannebrog hejst på Sankt Thomas.

## Historie

### Før koloniseringen
Øen har været beboet fra ca. år 1500 f.Kr af forskellige vestindiske indianerfolk. De første var ciboneyfolket. De blev senere udskiftet med først arawakerne og dernæst kariberne, der er ophav til ordet "kannibal". Disse folk blev hurtigt udryddet af sygdom ved kolonisternes ankomst.

### Opdagelse og kolonisering
I 1493 opdagede Christoffer Columbus øen på sin anden rejse til Amerika; men først i 1666 ankom de første danske kolonister som forløbere for den gruppe, Det Vestindiske Kompagni sendte over i 1671, hvor det blev slået fast, at øen tilhørte Danmark.

#### Christiansfort
En permanent koloni opstod 25. maj 1672, da skibet Færø under kommando af kaptajn Zacharias Hansen Bang lagde til. Kort efter afrejse var skibet sprunget læk i Nordsøen og gik ind til Bergen, hvor det blev repareret. I 1672 fortsattes rejsen til Vestindien; men forsinkelsen var årsag til, at Færø ikke mødte sit støtteskib, Den forgyldte Krone, der returnerede til København med uforrettet sag. Af det oprindelige følge - mandskabet på 12, 116 servinger (ufrie kontraktarbejdere), og 62 straffedømte og prostituerede - ankom kun 104. Ni var flygtet i Bergen, mens 77 var døde på havet. Dertil døde 75 i løbet af det første år, så kun 29 overlevende udgjorde kolonien under guvernør Jørgen Iversen Dyppel.
Befolkningen i 1680 bestod af 156 hvide og 175 afrikanere. Bebyggelsen bestod af et fort en vej tværs over øen og omkring 50 plantager, hvoraf 46 var beboede. Naboøerne Buck Island og Water Island blev benyttet til græsning for får og geder. Men da guvernøren gav beboerne tilladelse til at udvikle området omkring øens naturlige havn, blev der snart åbnet kroer og knejper. Mens brødrene Esmit tjente som guvernør nr 2 og 3 på Sankt Thomas, fik øen sit ry for at være et tilholdssted for pirater. Esmit-brødrene handlede da også åbenlyst med piraterne og lod dem søge ly i havnen.
I 1685, efter adskillige år med vanstyre, underskrev "Det Vestindiske Kompagni" en aftale med "Det Brandenburgske Kompagni", der lod dem oprette en slavehandel på Sankt Thomas. Slaver var den gang en lønsom forretning; men brandenburgerne fik besvær både med danske myndigheder og "Det Hollandske Vestindiske Kompagni".
Alligevel voksede byen Christiansfort med rivende fart. I 1691 blev den opkaldt efter Christian d. 5.s dronning, Charlotte Amalie, hvis navn byen stadig bærer. Antallet af plantager steg, og dette ledte til en voldsom import af slaver fra Afrika, der var langt mere modstandsdygtige overfor tropesygdomme. I 1690 var der ca. 10 gange flere slaver, end der var hvide.
Sankt Thomas tiltrak også en mængde pirater, der slog sig ned i forskellige bugter, der tjente som baser ved plyndringer rundt omkring Jomfruøerne. Piraterne blev opmuntret til at drive handel i den danske koloni, og flere af de tidligere guvernører blev straffet for at være indblandet i sørøvernes affærer. På et tidspunkt blev havnen i Sankt Thomas blokeret og plyndret af Tortugas berygtede pirater.

### Handel og blomstringstid
Efter at Sankt Thomas var blevet koloniseret, begyndte danske plantageejere at dyrke tobak og sukker. Det sidste skulle komme til at spille en betydelig rolle i dansk økonomi i de næste 200 år, hvor øen var den vigtigste part i den danske trekantshandel. Sankt Thomas' økonomi voksede kraftigt. I starten gik udviklingen mindre hurtigt, men i takt med at der blev bygget flere og flere plantager, blev sukkereksporten større. Der blev også dyrket bomuld, men det var sukkeret, som for alvor kom til at få betydning for økonomien på Sankt Thomas. Fra koloniseringen i 1672 var øerne ejet af "Dansk Vestindisk Kompagni", og dette betød, at det danske firma havde ret til at opkøbe alt, som blev produceret på Sankt Thomas og derefter sælge det videre til København, hvor rigmænd nød godt af handelen med det fine sukker.
I 1755 blev De dansk-vestindiske Øer købt af den danske stat. Dette førte til, at alle danske skibe fik adgang til at købe det vigtige sukker fra Sankt Thomas, prisen steg og plantageejerne tjente godt på den nye fremgang. Det samme gjorde den danske stat, idet dens største indtægtskilde var tolden på sukkeret.
I 1790 var overskuddet 6.000 rigsdaler, 40 år efter var det steget til 10-12 millioner rigsdaler. Grunden til den store stigning var primært det hastigt voksende befolkningstal, der ledte til en større produktion samt de mange krige i Sydamerika, som øgede værdien af sukker markant. Dertil kom hyperinflationen og Statsbankerotten i 1813, der sænkede rigsdalerens værdi til en sjettedel. Igennem 1760'erne kom der årligt 3-4 skibe til hele Dansk Vestindien; i 1770'erne steg dette til 35 skibe årligt.
I 1804 startede de sydamerikanske uafhængighedskrige, og under den periode oplevede Sankt Thomas sin storhedsperiode. Charlotte Amalie blev erklæret for frihavn af den danske konge, og det medførte en massiv tilstrømning af skibe fra hele Amerika. Mens det meste af Sydamerika kæmpede mod Spanien, kunne begge parter handle i det neutrale Charlotte Amalie. I 1804 kom der lidt mere end 1.300 skibe til hovedbyen Charlotte Amalie, og i 1820 kom der mere end 2.300 skibe.
Fra 1796 voksede et lille jødisk samfund frem i Charlotte Amalie. Det fik rejst en synagoge, Beracha Veshalom Vegmiluth Hasidim, den ældste synagoge i fortsat brug noget sted i USA og tilknyttede områder.
I 1839 fik Sankt Thomas glæde af det britiske selskab Royal Mail Steam Packet Co. som oprettede sit hovedsæde i Charlotte Amalie. Selskabet flyttede dog efter et par årtier, og i stedet kom Hamburg-Amerika-linjen til øen, hvilket også bidrog godt til økonomien. Fra 1840 faldt indtægterne og befolkningstallet, hvilket ledte til salget af øen i 1917 til USA.
Befolkningsudviklingen på Sankt Thomas i den danske periode var:
| År   | Charlotte Amalie | Land- distrikter | I alt  |
| ---- | ---------------- | ---------------- | ------ |
| 1789 | 2.055            | 3.211            | 5.266  |
| 1796 |                  |                  | 5.734  |
| 1815 | 5.891            | 3.108            | 8.799  |
| 1835 | 11.071           | 2.951            | 14.022 |
| 1846 | 10.560           | 2.513            | 13.073 |
| 1870 |                  |                  | 14.007 |
| 1880 | 11.681           | 2.625            | 14.389 |
| 1901 | 8.540            | 2.472            | 11.012 |
| 1911 | 8.247            | 2.431            | 10.678 |

Kilde: Sveistrup, s. 78, 79

### Salg og amerikanisering
I 1917 blev øen sammen med resten af Dansk vestindien solgt til USA for 25.000.000 $.

## Geografi
Øen ligger i det amerikanske selvstyrende territorium U.S. Virgin Islands (det tidligere dansk vestindien) i Caribien.

## Transport
Som i Storbritannien kører bilerne på Sankt Thomas i venstre kørebane. Der findes en lufthavn på øen, samt flere moderne veje.